# Lệ Sơn

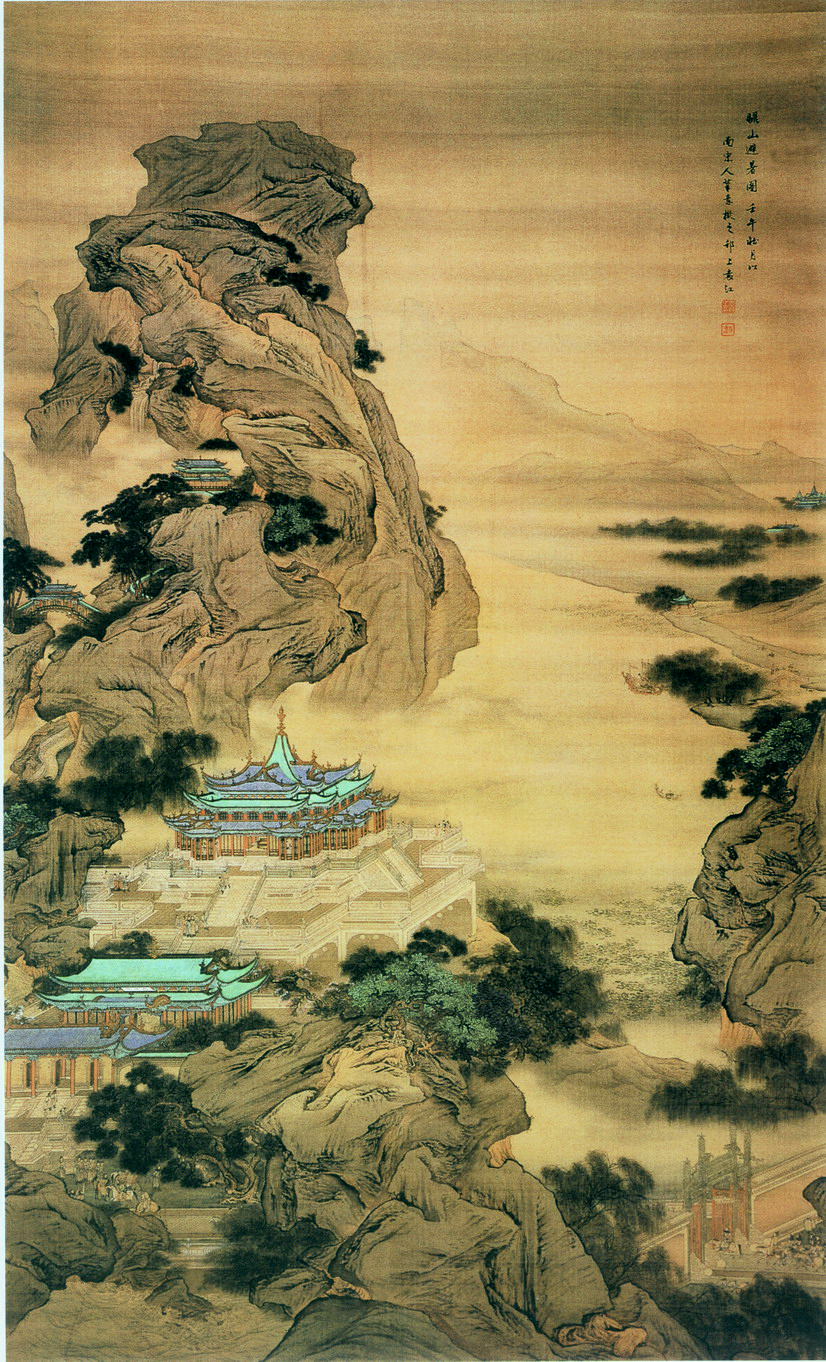
Lệ Sơn trên tranh lụa (Viên Giang 1644–1912)

Lệ Sơn (giản thể: 骊山; phồn thể: 驪山; bính âm: Lý Shān) là một ngọn núi ở tây bắc Tây An ở Thiểm Tây, Trung Quốc. Núi này là một phần dãy núi Tần Lĩnh và có độ cao 1302 m trên mực nước biển. Nó là một trong những địa điểm phong cảnh của bình nguyên Quan Trung và dân gian thường ví rằng ngọn núi "Tỏa sáng như một ngọn hải đăng trong ánh sáng mặt trời buổi tối".
Dưới chân núi là nơi an táng vị hoàng đế Tần Thủy Hoàng, bao gồm lăng mộ của vị vua này và đội quân đất nung bảo vệ.
Hoàng Thanh Trì, một tổ hợp suối nước nóng từ thời Nhà Đường, nằm ở chân Lệ Sơn.